# Symbiotischer Röntgendoppelstern
Symbiotische Röntgendoppelsterne (englisch Symbiotic X-ray Binaries, kurz: SyXB) sind eine Untergruppe der Röntgendoppelsterne, die aus einem akkretierenden Neutronenstern und einem Roten Riesen bestehen. Der Rote Riese transferiert Materie aus seiner ausgedehnten Atmosphäre mittels Sternwinds oder aufgrund einer Überschreitung der Roche-Grenze auf den Begleiter, wobei die Röntgenstrahlung überwiegend in einer Akkretionsscheibe um den kompakten Stern und/oder beim Auftreffen auf der Oberfläche des Neutronensterns entsteht.

## Eigenschaften
Bisher sind nur wenige Symbiotische Röntgendoppelsterne entdeckt worden und Simulationen der Entwicklung von massereichen Doppelsternsystemen lassen in der Milchstraße nur ungefähr 100 bis 1000 dieser Doppelsterne erwarten. Das Röntgenspektrum der SyXBs besteht aus einer weichen thermischen Komponente, die nahe dem Akkretor entsteht und in einigen Fällen einem harten Compton-Anteil. Die Röntgenleuchtkraft liegt meist im Bereich von 1032 bis 1034 erg/s, wobei GX 1+4 Werte von bis zu 1037 erg/s erreicht. Die aus der Röntgenlichtkurven abgeleiteten Rotationsdauern der Neutronensterne liegen zwischen 100 Sekunden und bis zu 5 Stunden. Die Umlaufdauer in den Doppelsternen ist nur schwer zu bestimmen und liegt im Bereich von einigen 100 bis 1.000 Tagen wie bei den Symbiotischen Sternen. Die spektrale Energieverteilung der SyXBs lässt vermuten, dass auch bei diesen akkretierenden Objekten Jets entstehen wie bei den Mikroquasaren. Die Röntgenleuchtkraft ist veränderlich über mehrere Größenordnungen, wobei die Symbiotic X-ray Binaries wie andere Röntgendoppelsterne zwischen einem weichen leuchtkräftigen und einem schwachen harten Zustand hin- und herwechseln. Dies wird wahrscheinlich durch eine Änderung der Viskosität in der Akkretionsscheibe aufgrund von Magnetorotationsinstabilität verursacht, die den Durchfluss in der Scheibe reguliert. Dieser Mechanismus wird auch bei anderen Röntgendoppelstern wie den Röntgennovae vermutet.

## Abgrenzung zu Symbiotischen Sternen
Die Symbiotic X-ray Binaries sind nahe verwandt mit den Symbiotischen Sternen, die ebenfalls aus einem Roten Riesen bestehen, der aber als Begleiter einen Weißen Zwerg besitzt. Bei nahen Symbiotischen Sternen konnte ebenfalls Röntgenstrahlung nachgewiesen werden, aber die Symbiotischen Sterne zeigen im Gegensatz zu den SyXBs einen ausgeprägten Lichtwechsel im Optischen. Das optische Spektrum der symbiotischen Sterne zeigt angeregte Emissionslinien, während das Spektrum bei den Symbiotic X-ray Binaries nur ein einfaches Spektrum eines Roten Riesen zeigt, wieder mit Ausnahme von GX 1+4.

## Beispiele
- GX 1+4 (V2116 Oph)
- GX 1954+31
- IGR J16194–2810
- 4U1700+24 (V934 Her)